# Länsväg 206
Länsväg 206 går genom Östergötlands län från Mantorp vid E4 över Skänninge vid riksväg 50 till Vadstena vid länsväg E919 (gamla riksväg 50). Längden är 27 km.

## Beskrivning av vägen
Vägen är vanlig landsväg hela sträckan, i allmänhet troligen 6-7 meter bred. Förbifarten förbi Skänninge är bredare. Inga planer på större förbättring av vägen finns, men vägen förbi Skänninge är delvis nydragen i och med att nya riksväg 50 (tidigare riksväg 32) öppnades sommaren 2012.
Bland sevärdheter på vägen kan nämnas köpcentrum Mobilia vid Mantorp, racingbanan Mantorp Park, den gamla stenbron över Svartån vid Öjebro och medeltidsstäderna Skänninge och Vadstena.

## Historia
Vägen har haft numret 206 sedan vägnummer infördes på 1940-talet. Det går i samma sträckning som på 1860-talet, förutom förbifarten förbi Skänninge, som byggdes på 1980-talet, och ytterligare byggdes om 2012. Strax norr om Vadstena stad byggdes en ny vägsträckning under 1960-talet med anslutning till riksväg 50. Bron över Svartån vid Öjebro är den tredje på platsen och byggdes på 1990-talet. Innan denna bro byggdes fanns en äldre bro alldeles söder om den nuvarande. Söder därom ligger den ännu äldre stenvalvsbron kvar, som anses vara från 1797. Den måste ha haft föregångare. På en karta från 1727 finns en bro på samma plats, och med vägen i samma sträckning som idag utom vid bron. Det finns fler kartor som visar detta, till exempel från 1635 vid Fivelstad och 1768 vid Gottlösa. Vägen visar längs större del av sträckan alla tecken på att vara mycket gammal. Det finns inga spår av en gammal parallell väg som skulle härstamma från före ett nybygge. Alla gårdar och hus har direktutfart på vägen. Eftersom Vadstena, Skänninge och Linköping var viktiga städer redan på äldre medeltiden, och det givetvis fanns en väg körbar med vagn mellan dem då, måste slutsatsen vara att vägen går troligen i samma sträckning som under medeltiden, dock breddad och asfalterad (och med ny väg förbi Skänninge). 